# Streptopinna saccata
Streptopinna saccata är en musselart som först beskrevs av Carl von Linné 1758.  Streptopinna saccata ingår i släktet Streptopinna och familjen Pinnidae. Inga underarter finns listade i Catalogue of Life.